# Nika Zorjan

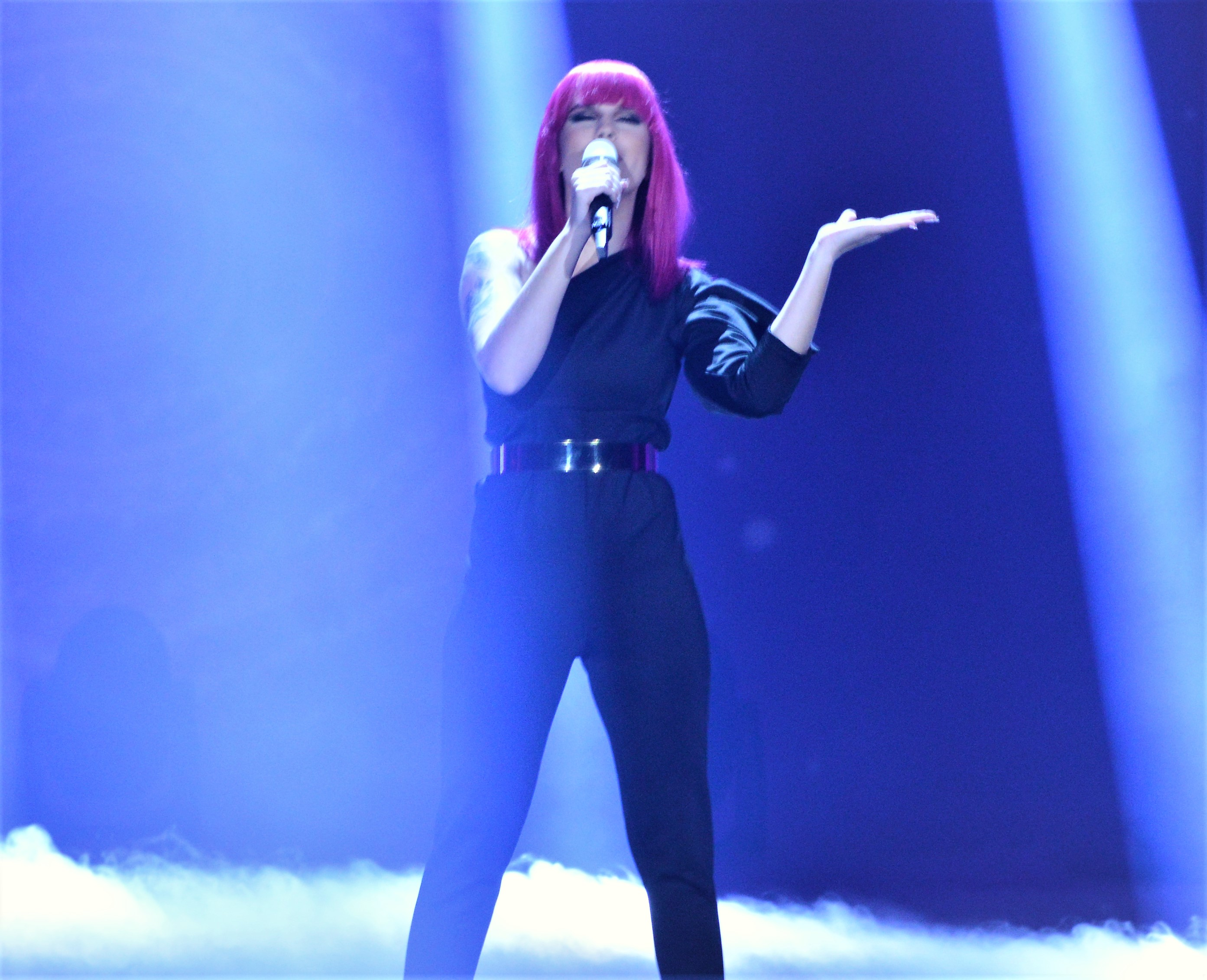
Zorjan bei der EMA 2017

Nika Zorjan (* 3. Dezember 1992 in Murska Sobota) ist eine slowenische Sängerin.

## Leben
Zorjan trat bereits im Kindesalter gemeinsam mit der Musikgruppe Nova Legija auf, bei der ihr Vater Mitglied war. An der Musikschule von Murska Sobota lernte sie das Klavierspielen. Im Alter von 17 Jahren nahm sie an der ersten Staffel von Slovenija ima talent teil, erreichte jedoch nicht das Halbfinale. 2012 nahm sie an der Castingshow Misija Evrovizija teil, welche als slowenische Vorentscheidung für den Eurovision Song Contest 2012 diente. Im Finale erreichte sie hinter Nika & Eva Prusnik und Eva Boto den dritten Platz. Unmittelbar nach der Show wurde sie von Raay unter Vertrag genommen und nahm den Titel Čas za nas auf.
Beim Eurovision Song Contest 2014 war sie Begleitsängerin für den slowenischen Beitrag von Tinkara Kovač. Im Jahr darauf begleitete sie erneut die slowenischen Vertreter, diesmal an der Seite von Maraaya. 2017 kehrte sie zur slowenischen Vorentscheidung zurück. Mit dem Titel Fse, welcher von Maraaya komponiert und von Zorjan in Prekmurisch getextet wurde, erreichte sie den fünften Platz. Im darauffolgenden Jahr nahm sie erneut teil. Für die Evrovizijska Melodija 2018 sang sie Uspavanka, schied jedoch bereits im Halbfinale aus.
2018 nahm sie mit dem Lied Za vedno beim Popevka Festival des slowenischen Rundfunks Radiotelevizija Slovenija teil. 2019 sang sie mit BQL und Isaac Palma beim CMC Festival in Vodice das Lied Vruće. Im darauffolgenden Jahr trat sie erneut an, diesmal alleine mit dem Titel Svima po mojito.
Zorjan wohnt in Petanjci und spricht Prekmurisch.

## Auseinandersetzung mit Maraaya
Im Mai 2025 wurde bekannt, dass auf Betreiben von Maraaya eine Vielzahl von Zorjans Liedern auf YouTube und weiteren Streamingplattformen gelöscht wurden. Begründet wurde dieser Schritt seitens Aleš Vovk damit, dass man die von ihm und seiner Frau Marjetka geschriebenen Titel „nicht mehr mit einer Person in Verbindung bringen“ wolle, mit der man nicht „die gleichen Werte“ teile. Laut Ansicht Vovks habe er als Autor das Recht, zu entscheiden, ob seine Arbeit weiterhin öffentlich verfügbar sei oder nicht. Vonseiten Zorjans Umfeld sei jedoch keine rechtliche Grundlage für die Entfernung gegeben, da Maraaya nicht ausschließlich alleinige Schöpfer der Titel seien.
Bereits im Dezember waren die Titel Kiss Me for Christmas und Enough for You entfernt worden.
Zorjan, die im Alter von 18 Jahren mit Vovk einen Vertrag unterzeichnete, soll ein halbes Jahr zuvor 134.000 € von Maraaya gefordert haben und ließ erklären, es handele sich bei der Summe um Sozialversicherungsbeiträge, die bislang nicht abgeführt worden seien. Laut Vovk habe Zorjan diese Summe jedoch ohne Grundlage gefordert.
Nach Ansicht der Sängerin wurde durch den Vertrag ein Arbeitsverhältnis begründet, von Maraaya wurde dies verneint. Laut des vom Portal Zanima in Auszügen veröffentlichten Vertrages Zorjans mit Raaj Produkcija d.o.o. erhielt Zorjan pro Auftritt eine pauschale Gage in Höhe von 260 €. Zusätzlich erbrachte Einnahmen durch Sponsoren sollten für die Finanzierung der Musikproduktion aufgewendet werden, wobei diese in Vovks Händen in seiner Rolle als Produzent lag. Vom Rest wiederum standen ihm laut Vertrag 50 % zu. Diese Regelung habe man auch auf gesponsorte Kleider für einen About-You-Werbespot angewendet, ohne dass der Sponsor hiervon Kenntnis hatte. Ein vorzeitiger Ausstieg aus dem Vertrag sei für Zorjan keine Option gewesen, da die Vertragsstrafe (100.000 € pro Jahr bis reguläres Vertragsende) nicht zu erbringen gewesen sei.
Nach der Entfernung der Lieder wurde die öffentliche Unterstützung überwiegend gegenüber Zorjan ausgedrückt, wobei sich auch bekannte slowenische Künstler auf ihre Seite stellten.

## Diskografie

### Singles
- 2012: Čas za nas
- 2012: Problemom sredinc
- 2013: Nasmeh življenja
- 2014: Po dežju
- 2017: Fse
- 2017: Ni predaje, ni umika (mit BQL)
- 2018: Uspavanka
- 2018: Luna
- 2018: Za vedno
- 2019: Vruće (mit BQL, feat. Isaac Palma)
- 2019: Ola Ola (mit Isaac Palma)
- 2019: Na plažo
- 2019: Blamaža (mit 8Rasta9, feat. Svanky)
- 2020: Svima po mojito
- 2020: Poljubi Me Na Božič
- 2023: Zadnjič kakor prvič
- 2023: Rojena, da mi je lepo
- 2024: V postelji
- 2024: Napaka